# Omolocô
Omolocô (também Omolokô) é uma religião sincrética praticada no Brasil tendo como base elementos africanistas, espíritas e ameríndios.

## História
| O                    | M                 | O                  | L            | O                    | K           | O                     |
| -------------------- | ----------------- | ------------------ | ------------ | -------------------- | ----------- | --------------------- |
| Universo Terra-asasé | Origem Mussurumim | Universo agua-maia | região lunda | Universo Ar- kitembú | Etnia kioko | Universo Fogo- Dijiku |

O vocábulo deriva de duas outras palavras, oriundas da língua iorubá, havendo consenso sobre Omo (filho), mas divergências quanto ao outro radical, seja quanto ao nome em si, seja quanto ao seu significado.  é uma pratica religiosa, originária do povo da Região de Lunda ( leste da África) denominado kioko, Povo de feição nitidamente expansionista, os Kiokos logo se diseminaram pelas zonas situadas nas nascentes de dois grandes rios ( Kaungo e Kasai) A expansão, algumas vezes pacificas, outras hosti. A palavra OMOLOKO é de origem mussurumim,  ( etnias e região) cuja tradição religiosa e cultural (bantu) preservava um culto interligado ao reino animal (kiama), mineral (kia-mina) e Vegetal (kirimu) isso cita-se na pagina 19 
De acordo com a versão de luiz da Silva , pai , pai-de-santo de candomblé angola, constante do livro Culto Omoloko - Os Filhos do Terreiro, de Ornato José da Silva, os radicais seriam Omo: filho, e Ocô: fazenda ou zona rural na qual esse culto, por conta da repressão policial então existente, era realizado desde a remota época da escravidão. Enquanto culto, porém, teria surgido entre o povo africano lunda-quioco.
Por fim, pode-se ainda relacionar o significado da palavra Omolocô ao orixá Ocô, deus da agricultura, que era cultuado nas noites de lua nova pelas agricultoras de inhame.
Ainda hoje continuam as denominações de terreiro e roça para os locais em que o culto Omolocô é realizado.
Há práticas rituais e de culto aos orixás, com assentamentos similares aos do Candomblé, 
Possui ritualística própria, e seu representante mais expressivo, ainda que com forte influência umbandista, foi o tatá Tancredo da Silva Pinto, já falecido, estafeta dos correios e morador do Morro de São Carlos, grande estudioso, colunista e escritor de livros. A filha de escravos Léa Maria Fonseca da Costa, entretanto, preservou o Omolocô conforme consta da obra 
Há relatos de que o Omolocô teria sido instituído no Rio de Janeiro por Maria Batayo, uma escrava nascida na África em 1797.
A diáspora dos orixás cultuados no Omolocô é a mesma utilizada pelo Candomblé], que os cultua em número menor e de forma majoritariamente sincrética.
Há quem defina erroneamente o Omolocô Candomblé. e não Umbanda.
Pesquisas mais recentes aludem o termo Omolocô aos locôs, que eram governados pelo rei Farma, no sertão de Serra Leoa. Sua cidade chamava-se Locojá e se localizava à margem do Rio Mitombo, afluente do rio Benué, que por sua vez é afluente do grande rio Níger.
Locojá ficava próxima do reino iorubá. O povo locô também era conhecido pelos nomes de lagos, lândogo e sossô. O nome locô foi primeiramente registrado em 1606. Também há registro desse povo com o nome de loguro. De acordo com pesquisas realizadas, a tribo locô estava dividida em outras menores ao longo dos rios Mitombo, Benué e Níger e no litoral de Serra Leoa. Em 1664, o filho do rei Farma foi batizado com o nome de D. Felipe. Torna-se claro que o sincretismo afro-católico já acontecia na África antes da vinda dos africanos ao Brasil. Acredita-se que a tribo locô pertencia a um grupo maior chamado Mane e que alguns de seus integrantes vieram escravizados para o Brasil e formaram o Omolocô.
Os povos Mane tinham por costume usar flechas envenenadas e arcos curtos, espadas curtas e largas, azagaias, dardos e facas, que traziam amarrados embaixo do braço. Para combater o veneno de suas flechas, em caso de acidente, usavam uma bolsinha com um antídoto. Avisavam os seu inimigos o dia em que iriam atacá-los através de palhas - tantas palhas, tantos dias para o ataque. Traziam no braço e nas pernas correntes de ouro e prata. Também eram ligados aos brancos que invadiram a África Negra. Adoravam assentamentos de deuses e ídolos de madeira, os quais representavam homem e animais. Quando não venciam as guerras, açoitavam os ídolos. Se as batalhas eram vencidas, ofereciam aos deuses comidas e bebidas. Chamavam as mulheres de cabondos e tinham como marca a ausência de dois dentes da frente.
Ainda que haja dúvidas sobre o papel de Maria Batayo na instauração do Omolocô, estudiosos confirmam seu início no Rio de Janeiro, no século XIX, a partir do conhecimento trazido por negros vindos da África e seus descendentes, tendo sofrido influência de diversas vertentes religiosas, predominantemente o culto aos orixás e aos orixáss, o que tornou peculiar a sua forma cultual, que manteve a cosmologia de cada origem, acrescida ainda de rituais religiosos contemporâneos, como o Espiritismo francês.

## Estrutura da roça de santo
Roça de santo é uma denominação utilizada pelos adeptos do Omolocô para designar o local onde se concentram as comemorações e rituais aos orixás. O termo é uma referência ao período colonial, em que os escravos cultuavam os orixás às escondidas nas roças e fazendas dos senhores de engenho.
A roça de santo possui distintos locais para concentração de axé, com funções diversas, como proteger, encantar, equilibrar e acentuar a fé dos iniciados da roça.
A roça de santo é dividida em dois ambientes, o público (Quintal), local onde se pode beber e fumar, e onde se serve o ajeum (refeição, comida), sendo um lugar em que é permitida maior descontração, e o sagrado.  
O ambiente sagrado é dividido em: 
- Sala, onde se encontram os atabaques e onde é executado o xirê do santo, saídas e obrigações
- Peji, onde se guardam todos os apetrechos e vestimentas dos orixás
- Roncó, onde estão guardados parte dos segredos da roça de santo e onde são realizadas as iniciações
- Cozinha de santo, onde se preparam todas as comidas de santo
- Quartos de santo, onde ficam os ibás e os objetos mais sagrados dos orixás